# HMX2
HMX2 (англ. H6 family homeobox 2) – білок, який кодується однойменним геном, розташованим у людей на 10-й хромосомі. Довжина поліпептидного ланцюга білка становить 273 амінокислот, а молекулярна маса — 29 598.
| 10         |  | 20         |  | 30         |  | 40         |  | 50         |
| ---------- |  | ---------- |  | ---------- |  | ---------- |  | ---------- |
| MGSKEDAGKG |  | CPAAGGVSSF |  | TIQSILGGGP |  | SEAPREPVGW |  | PARKRSLSVS |
| SEEEEPDDGW |  | KAPACFCPDQ |  | HGPKEQGPKH |  | HPPIPFPCLG |  | TPKGSGGSGP |
| GGLERTPFLS |  | PSHSDFKEEK |  | ERLLPAGSPS |  | PGSERPRDGG |  | AERQAGAAKK |
| KTRTVFSRSQ |  | VYQLESTFDM |  | KRYLSSSERA |  | CLASSLQLTE |  | TQVKTWFQNR |
| RNKWKRQLSA |  | ELEAANMAHA |  | SAQTLVSMPL |  | VFRDSSLLRV |  | PVPRSLAFPA |
| PLYYPGSNLS |  | ALPLYNLYNK |  | LDY        |  |            |  |            |

A: Аланін

C: Цистеїн

D: Аспарагінова кислота

E: Глутамінова кислота

F: Фенілаланін

G: Гліцин

H: Гістидин

I: Ізолейцин

K: Лізин

L: Лейцин

M: Метіонін

N: Аспарагін

P: Пролін

Q: Глутамін

R: Аргінін

S: Серин

T: Треонін

V: Валін

W: Триптофан

Кодований геном білок за функцією належить до білків розвитку. 
Задіяний у таких біологічних процесах, як транскрипція, регуляція транскрипції, диференціація клітин, нейрогенез. 
Білок має сайт для зв'язування з ДНК. 
Локалізований у ядрі.